# ペンギン・カフェ (バレエ)
『ペンギン・カフェ』（原題： 'Still Life' at the Penguin Cafe）は、1988年に初演された全1幕のバレエ作品である。振付はデヴィッド・ビントレー、作曲はサイモン・ジェフス（ペンギン・カフェ・オーケストラ）とジェフリー・リチャードソンによる。環境問題をテーマにしたバレエ作品の先駆けであり、興行的にも成功を収めた。

## 作品について
デヴィッド・ビントレーは当初バレエダンサーとしてキャリアを始め、1976年にサドラーズウェルズ・ロイヤルバレエ団（SWRB）に入団した。彼は1978年から振付を手がけ、1983年にSWRBの常任振付家となった。1985年にコヴェントガーデンに移籍し、ロイヤル・バレエ団（RB）の常任振付家に就任した（1993年にフリーとなる）。『ペンギン・カフェ』はこの時期に発表された彼の成功作である。
ペンギン・カフェ・オーケストラ（PCO）は、1970年代初頭にイギリスの音楽家サイモン・ジェフス（1949年 - 1997年）を中心として活動を開始した。デビューは1976年で、1980年代には環境音楽の主導的な存在として多くのファンとフォロワーを生んだ。
ビントレーはPCOの音楽を聴き、そのコンセプトと多様性に惹きつけられた。PCOの音楽に衝撃を受けたビントレーは、彼らの音楽を使って1編のバレエ作品を振り付けた。PCOのオリジナル編成による演奏はバレエ上演に不向きなため、オーケストラでの編曲版で上演されている。
ロイヤル・バレエ団（RB）はこの作品を1988年3月9日に初演し、興行的にも成功を収めた。ビントレーは1996年にバーミンガム・ロイヤル・バレエ団（BRB）の芸術監督に就任し、同バレエ団もこの作品をレパートリーに加えた。
ビントレーは2010年に新国立劇場バレエ団の芸術監督（舞踊部門）をBRBの芸術監督と兼任で務めることになった。彼が新芸術監督シーズンのオープニング作品として選んだのが、この作品を含む1幕バレエ3本立て（ほかの2本はジョージ・バランシン『シンフォニー・イン・C』とミハイル・フォーキン『火の鳥』）である。

## 使用曲
バレエの場面と使用曲は、以下のとおりである。
1. ペンギン・カフェ - "Air à Danser"
2. ユタのオオツノヒツジ - "Prelude and Yodel"
3. テキサスのカンガルーネズミ - "Long Distance" 原題："Horns of a Bull"
4. 豚鼻スカンクにつくノミ - "The Ecstasy of the Dancing Flea" 原題："Pythagoras's Trousers"
5. ケープヤマシマウマ - "White Mischief"
6. 熱帯雨林の家族 - "Now Nothing"
7. ブラジルのウーリーモンキー - "Music By Numbers"
8. 終局 - "Numbers 1–4"[2][5]

## 内容
作品に登場する「ペンギン」は、オオウミガラス（学名：Penguinius impennis）のことを指す。ダンサーたちは軽快な音楽に乗って、「ペンギン」を始めとする絶滅またはその瀬戸際に追い込まれた動物たち（および人物）に扮して踊る。
最初は「ペンギン」たちが南極の風景をバックに踊る場面である。ついでウエイター姿の「ペンギン」が登場してドレスアップした紳士淑女が集うカフェの場面に移り変わり、さまざまな動物たちが踊る。
ユタのオオツノヒツジはタキシード姿の紳士にエスコートされてショーダンス風の踊りを披露し、テキサスのカンガルーネズミは元気に踊りまくる。イギリスのフォークダンス、モリス・ダンス (en) を踊る男性の一団は、豚鼻スカンクにつくノミが紛れ込んでも、たいして気にせず踊り続ける。
やがて舞台には、ケープヤマシマウマとスタイリッシュな美女たち（動物の頭骨を模った帽子とオーストリッチのストールで装っている）が現れる。目前でシマウマが銃で撃たれ、苦しみながら息絶えても、彼女たちは関心を示さずメイクアップの動作を繰り返すだけである。
場面は熱帯雨林に変わり、そこで暮らす家族の物語が踊られる。彼らの住処は先進社会の開発と消費によって刻々と消えつつあり、抗うことはできない。次に登場するのはウーリーモンキーで、陽気にサンバを踊る。
楽し気な場面は、やがて不穏な様相を増していく。嵐が起こり、降り始めた酸性雨が踊りを中断させる。動物と人々は逃げまどい、ノアの箱舟めいたシェルターにたどり着いてそこに安らぎの場を見い出す。舞台にはシェルターに入り損ねた「ペンギン」だけが取り残され、悲し気に踊り続ける。

## 評価
ビントレーはイギリス・バレエの伝統、とりわけフレデリック・アシュトンへのリスペクトとして、彼が作品でよく使ったイギリスの民俗舞踊を取り入れている。『ペンギン・カフェ』でも「豚鼻スカンクにつくノミ」の場面でモリス・ダンスが踊られる。作品中でダンサーたちは、ときにクラシック・バレエの規範を大きく逸脱するようなスリリングな表現さえ見せる。
『ペンギン・カフェ』は、環境問題をテーマにしたバレエ作品の先駆けと評価される。ビントレーはこの重いテーマを、ユーモアと皮肉を随所にちりばめて軽快な作品に仕立て上げた。
『ペンギン・カフェ』は好評を博し、興行的にも成功を収めた。ダンサーたちの多くは、動物を模ったマスクを着用して踊る。顔を隠すことにより、ダンスそのものの表現力が問われることになる。BRBでこの作品を踊った経験のある山本康介は、自著『英国バレエの世界』（2020年）で「猿（ウーリーモンキー）は本当に難しい役で、一方カンガルーネズミはしんどいんです」と経験を語った。
山本は「直接的なメッセージといえるのは、シマウマと終曲だけですが、すべてを声高に叫ぶのではないからこそ、伝わるものは大きい」と評した。RBでシマウマ役を踊った熊川哲也は「ゼブラ（シマウマ）はテーマを象徴する存在」として「作品の感想は一言「好き」」と述べている。

## 映像作品
本作は1991年に、英国ロイヤル・バレエ団出演、コヴェント・ガーデン王立歌劇場管弦楽団演奏による公演などを収めたレーザーディスク『帰ってきたペンギン・カフェ』（後のVHSでの邦題は『サイモン・ジェフスとロイヤル・バレエ団の帰ってきたペンギン・カフェ』）という映像作品にもなっており、2008年にDVD化されている（規格品番 COBO-4971）。